# ستویکووو
ستویکووو (به بلغاری: Stoykovo) یک منطقهٔ مسکونی در بلغارستان است که در شهرستان هاسکوفو واقع شده‌است.